# Greenwood Lake (New York)

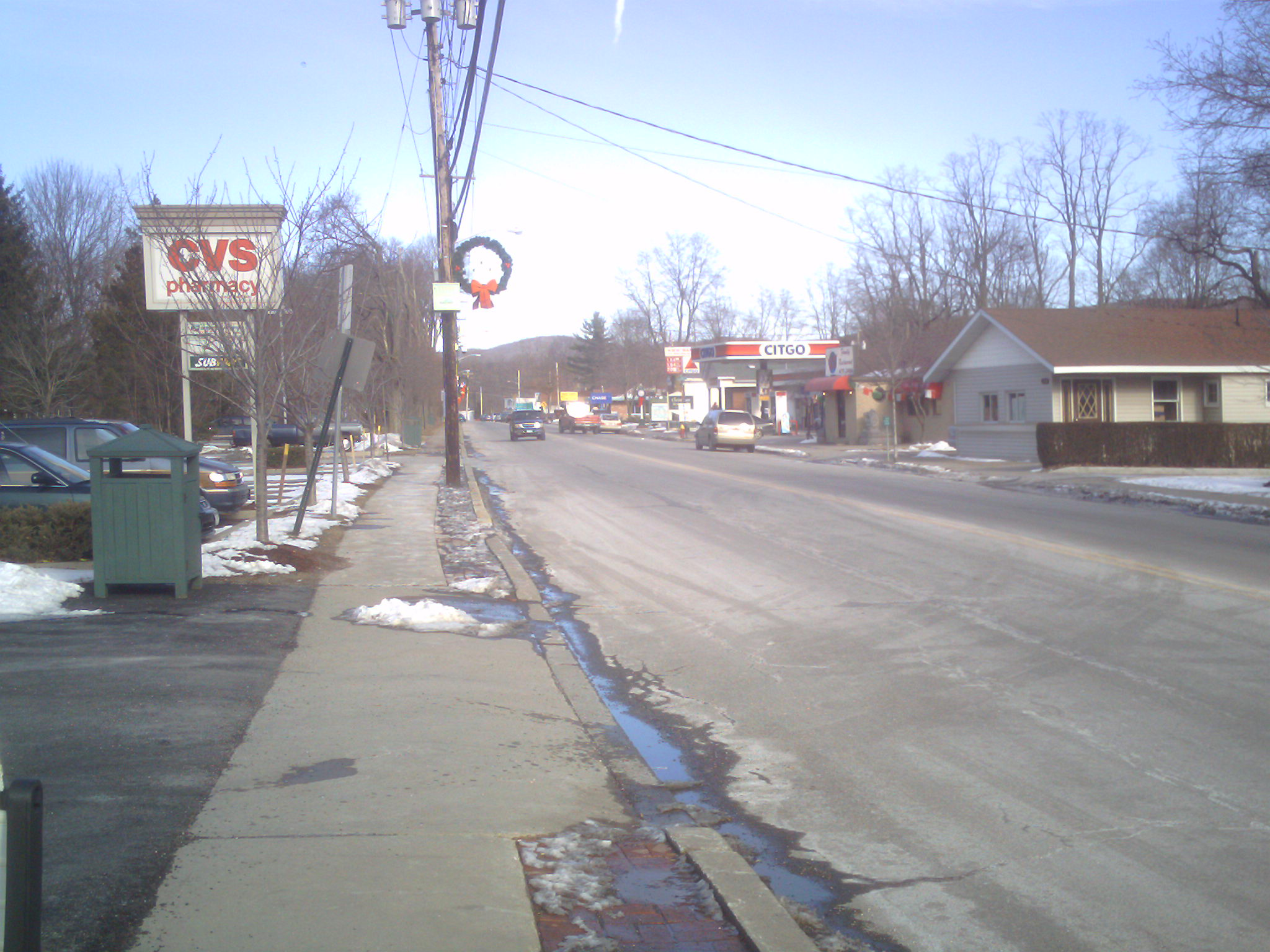
Greenwood Lake, New York (2008)

Greenwood Lake ist ein Village im Orange County New Yorks in den Vereinigten Staaten. Im Jahr 2000 hatte die Ortschaft 3411 Einwohner. Sie liegt im südlichen Teil der Town of Warwick.

## Geschichte
Greenwood Lake, wurde 1924 als Village inkorporiert.

## Geographie
Die geographischen Koordinaten von Greenwood Lake sind 41° 13′ N, 74° 17′ W (41,222461, −74,289726).
Nach den Angaben des United States Census Bureaus hat das Village eine Gesamtfläche von 6,4 km², wovon 5,3 km² auf Land und 1,1 km² (= 17,07 %) auf Gewässer entfallen. Greenwood Lake liegt am nördlichen Ende des gleichnamigen Sees, der an der Bundesstaatsgrenze zwischen New York und New Jersey liegt.
Innerhalb von Greenwood Lake befindet sich die Abzweigung der New York State Route 210 von der New York State Route 17A.

## Demographie
Zum Zeitpunkt des United States Census 2000 bewohnten Greenwood Lake 3411 Personen. Die Bevölkerungsdichte betrug 645,6 Personen pro km². Es gab 1534 Wohneinheiten, durchschnittlich 290,3 pro km². Die Bevölkerung Greenwood Lakes bestand zu 95,57 % aus Weißen, 0,76 % Schwarzen oder African American, 0,26 % Native American, 0,85 % Asian, 0,03 % Pacific Islander, 0,82 % gaben an, anderen Rassen anzugehören und 1,70 % nannten zwei oder mehr Rassen. 5,04 % der Bevölkerung erklärten, Hispanos oder Latinos jeglicher Rasse zu sein.
Die Bewohner Greenwood Lakes verteilten sich auf 1332 Haushalte, von denen in 34,4 % Kinder unter 18 Jahren lebten. 50,7 % der Haushalte stellten Verheiratete, 11,1 % hatten einen weiblichen Haushaltsvorstand ohne Ehemann und 34,1 % bildeten keine Familien. 26,7 % der Haushalte bestanden aus Einzelpersonen und in 7,6 % aller Haushalte lebte jemand im Alter von 65 Jahren oder mehr alleine. Die durchschnittliche Haushaltsgröße betrug 2,56 und die durchschnittliche Familiengröße 3,18 Personen.
Die Bevölkerung verteilte sich auf 26,6 % Minderjährige, 6,0 % 18–24-Jährige, 34,2 % 25–44-Jährige, 22,8 % 45–64-Jährige und 10,4 % im Alter von 65 Jahren oder mehr. Das Durchschnittsalter betrug 37 Jahre. Auf jeweils 100 Frauen entfielen 101,7 Männer. Bei den über 18-Jährigen entfielen auf 100 Frauen 97,1 Männer.
Das mittlere Haushaltseinkommen in Greenwood Lake betrug 56.076 US-Dollar und das mittlere Familieneinkommen erreichte die Höhe von 61.029 US-Dollar. Das Durchschnittseinkommen der Männer betrug 46.655 US-Dollar, gegenüber 37.328 US-Dollar bei den Frauen. Das Pro-Kopf-Einkommen belief sich auf 23.454 US-Dollar. 7,0 % der Bevölkerung und 4,0 % der Familien hatten ein Einkommen unterhalb der Armutsgrenze, davon waren 6,3 % der Minderjährigen und 7,5 % der Altersgruppe 65 Jahre und mehr betroffen.